# Aladyn (Disney)
Aladyn – fikcyjna postać z amerykańskich filmów animowanych wyprodukowanych przez Walt Disney Pictures. Postać wzorowana jest swobodnie na postaci Aladyna z arabskiej Ksiegi tysiąca i jednej nocy.
Aladyn był bohaterem filmu animowanego Aladyn z 1992 roku. Pojawił się także w sequelach Aladyn: Powrót Dżafara (1994) oraz Aladyn i król złodziei (1996), a także w serialu animowanym opartym na filmie o tym samym tytule. W 2019 roku powstał aktorski remake pod tym samym tytułem. Głosu Aladynowi użyczył amerykański aktor Scott Weinger, a jego głos w piosenkach zapewnił Brad Kane. W remake'u z 2019 roku zagrał go Mena Massoud.

## Wygląd i charakterystyka
Aladyn jest przedstawiany jako bystry i troskliwy. Podobnie jak większość męskich bohaterów Disneya, jest bohaterskim młodym mężczyzną, który stara się zdobyć sympatię wielu innych postaci. Zdarza mu się też kraść i kłamać, choć nigdy w złych intencjach, ale po to, by przeżyć.
Jako uliczny urwis nosi czerwony kapelusz z fezu, fioletową kamizelkę, workowate kremowe dhoti (z naszywką zakrywającą dziurę) i chodzi boso; zachowuje ten wygląd nawet w serialu animowanym po zaręczynach z Jasminą.

## Życiorys
W pierwszym filmie uliczny włóczęga Aladyn,  zakochuje się w dziewczynie, nie wiedząc początkowo, że to księżniczka Dżasmina. Trafia potem do więzienia.  
Kiedy Aladyn trafia do Jaskini Cudów, zdobywa magiczną lampę kiedy ją pociera, pojawia się gigantyczny niebieski dżin, mówiąc Aladynowi, że spełni trzy życzenia. Po wyjściu z zawalonej jaskini z pomocą Dżina postanawia zostać księciem, aby zdobyć serce Jasmine. Po wielu perypetiach i intrygach Dżafara - Aladyn osiaga swój cel i poślubia Dżasminę.